# تايب-90
تايب 90، والمعروف أيضًا باسم MZD-2 ، هي ذخيرة فرعية صينية تُستخدم في صاروخ من نوع تايب-81 عيار 122 ملم. وهي مصنوعة من قبل نورينكو. استخدمت صواريخ تايب-81 ذات الذخائر الصغيرة من النوع 90 من قبل حزب الله ضد إسرائيل في حرب لبنان عام 2006 ،  وقد استخدمت في الحرب الأهلية السورية كقنابل أسقطتها مروحيات رباعية أستخدمها حزب الله. 